# Кара-Токту
Кара-Токту (кирг. Кара-Токту) — село в Алайском районе Ошской области Кыргызстана. Входит в состав Джошолунского айылного аймака.

## География
Село расположено в южной части области, на берегах реки Кара-Токту (бассейн реки Куршаб), на расстоянии приблизительно 10 километров (по прямой) к северо-востоку от села Гульча, административного центра района. Площадь населённого пункта — 42,12 га.

## История
Населённый пункт получил статус села согласно Закону Кыргызской Республики от 10 апреля 2023 года «Об отнесении некоторых населённых пунктов Баткенской, Джалал-Абадской, Ошской и Иссык-Кульской областей Кыргызской Республики к категории айыла (села)».

## Инфраструктура
В селе имеются: школа, фельдшерско-акушерский пункт, мечеть и 5 предприятий бытового обслуживания.